# Абатуров, Четай Степанович
Чета́й Степа́нович (?) Абату́ров (Оботу́ров) (конец XVI — начало XVI| веков) — дьяк Русского государства. Подробности биографии неизвестны. 
Впервые упоминается 23 мая 1612 года, когда он вместе с воеводой Иваном Фёдоровичем Наумовым дали отпись в приёмке денег за лошадей в Ярославле. В апреле 1613 года упоминается в качестве дьяка в Переславле-Залесском. В 1614 году вместе с князем Андреем Васильевичем Сицким собирал пятую деньгу в Казани. В 1614/1615 году упоминается в качестве получателя оклада в 30 рублей. 25 августа 1615 года был направлен с воеводами к Пскову. В 1616/1617 годах — дьяк в Пскове. В феврале 1619 года с князем Григорием Петровичем Ромодановским занимался раздачей денежного жалованья служилым людям. В 1619/1620 годах — дьяк в Москве.